# Serge Baudo
Serge Baudo [serž bódo] (* 16. července 1927, Marseille) je francouzský dirigent.

## Život
Narodil se v Marseille; jeho otcem byl hobojista Étienne Baudo a strýcem violoncellista Paul Tortelier. Studoval na Pařížské konzervatoři. V letech 1959 až 1962 dirigoval rozhlasový orchestr v Nice a následně po dobu tří sezón působil v pařížské opeře. V letech 1971 až 1986 byl hudebním ředitelem orchestru Orchestre National de Lyon a v letech 1997 až 2000 působil ve švýcarském Orchestra della Svizzera Italiana. V roce 1979 založil v Lyonu hudební festival Berlioz Festival. Roku 2001 se stal šéfdirigentem Symfonického orchestru hlavního města Prahy FOK; z funkce odešel v roce 2006, kdy jej nahradil Jiří Kout. V Česku dále spolupracoval s Českou filharmonií, se kterou hrál symfonie Arthura Honeggera. Roku 2014 získal cenu Gratias Agit. Rovněž je držitelem dalšího českého ocenění Artis Bohemiae Amicis.

## Nahrávky
- 1974 Arthur Honegger: Jana z Arku na hranici (Jeanne D'Arc Au Bûcher), Pražský filharmonický sbor, Česká filharmonie a Symfonický orchestr hlavního města Prahy FOK, sólisté: Nelly Borgeaud, Michel Favory, Christiane Chateau, Anne-Marie Rodde, Jindřich Jindrák, nahrávka Supraphon, nahráno 14. - 20. října 1974, vydáno 1975,
- 1982 Christoph Willibald Gluck: Alceste pařížská verze, Symfonický orchestr a sbor Bavorského rozhlasu, v hlavních rolích: Admetos (Nicolai Gedda), Alcesta (Jessye Norman), Velekněz (Tom Krause), Euandros (Robert Gambill), Zbrojnoš (Peter Lika), Herkules (Siegmund Nimsgern), Apollon (Bernd Weikl), Orákulum (Ronald Bracht), Bůh Podsvětí (Kurt Rydl), Koryfej (Francoise Pollet)[5],